# Piaristická kolej a gymnázium (Praha)
Piaristická kolej a gymnázium (latinsky Collegium clericorum regularium scholarum piarum) byly dvě instituce, zřízené Řádem zbožných škol u kostela sv. Kříže v Praze na Novém městě. Na severní (novoměstské) straně dnešní ulice Na příkopě sídlí v domě čp. 856/II (č.o. 16) starší gymnázium  a sousední dvojdům čp. 892/II se vstupem z Panské ulice č. 1–3 byl sídlem koleje.

## Historie
Rozsáhlou parcelu za příkopem staroměstských hradeb zaujímaly od 80. let 14. století dva patricijské domy, roku 1475 spojené v jeden, zvaný Kbelský, a k nim náležející velké zahrady. Z domu se zachoval jen jeden portálek ve sklepě pod severním křídlem piaristické koleje. V domě se vystřídalo několik majitelů, až František Ignác Jesenský z Rohenic jej vlastnil počátkem 18. století pod označením U tří lip a prodal jej roku 1717 včetzně zahradního domku hraběti Schaffgotschovi jako nákladnický, to jest s výčepem piva a vína. Za pruského obléhání Prahy roku 1757 byl dům poškozen a vyhořel.
Piaristé přišli do Prahy v roce 1752 a založili českou provincii svého řádu. Starší moravské a české konventy spadaly původně pod německou provincii. Piaristé nejdříve sídlili dočasně v Celetné ulici, až po roce 1758 získali objekty Na příkopě. Rektorem školy byl zakladatel moderního českého dějepisectví Gelasius Dobner, který pod správu řádu získal gymnázium roku 1777 zrušeného řádu jezuitů. Vyučovacím jazykem byla němčina, proto se také někdy psalo o německém novoměstském gymnáziu. 
V první polovině 19. století došlo k dalšímu institucionálnímu i stavebnímu rozvoji piaristických škol, ale ještě do poloviny století byly školy převedeny pod státní správu, gymnázium definitivně předáno do světské správy 1875. V té době v piaristickém areálu působilo více škol včetně tělocvičny prvního českého učitele tělocviku Jana Malypetra, kde byl také roku 1862 založen Sokol. Dalšími školami byla první česká reálka a první učitelský ústav Karla Slavoje Amerlinga.

## Budovy

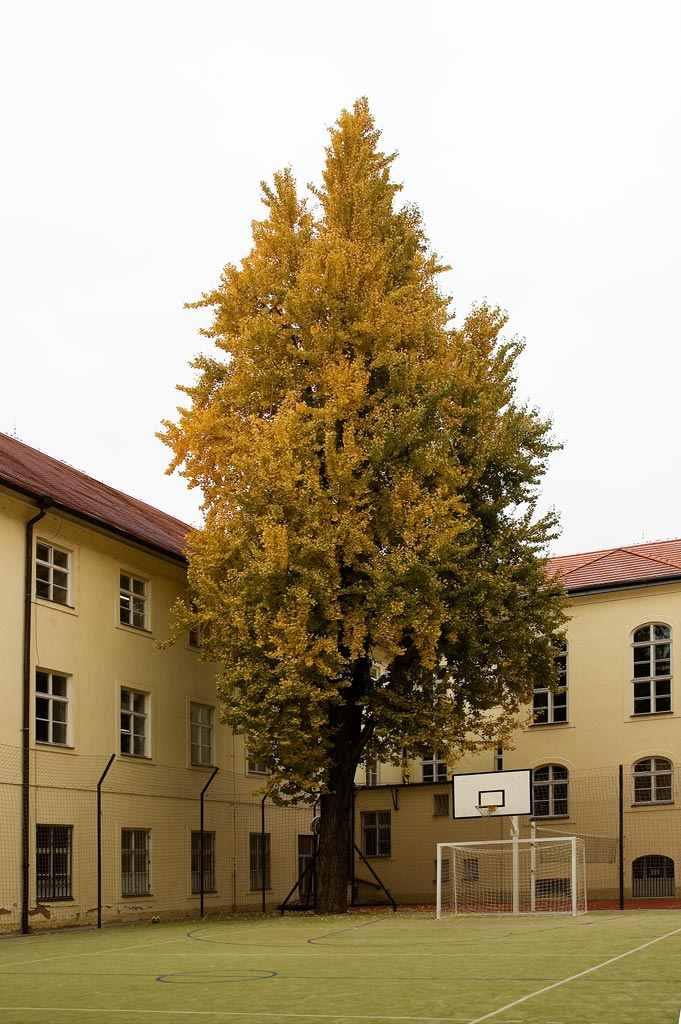
Jinan dvoulaločný ve dvoře školy byl vysazen pravděpodobně pedagogem Karlem Slavojem Amerlingem, zakladatelem učitelského ústavu.

Rokoková budova koleje za kostelem v Panské ulici byla postavena v letech 1760–1765. V budově jsou zachovány původní interiéry knihovny, refektáře a kaple s nástěnnými malbami od Josefa Hagera. Oltářní obraz v kapli namaloval Felix Ivo Leicher. Budova gymnázia přiléhající ke kostelu Na příkopě byla postavena mezi lety 1810 a 1820 podle plánů Josefa Zobela.
Roku 1923 prodali piaristé kolej České akciové tiskárně, která provedla stavební úpravy, například dala přepatrovat kapli a její spodní patro otevřela výkladcem do ulice jako krám. Konvikt ve dvoře byl přistavěn v letech 1926–1929. Roku 1957 byl podniknmuty další úpravy budovy pro n.p. Strojírny potravinářského průmyslu a roku 1958 byly vlevo i vpravo od průjezdu koleje vybourány nové dveře pro vinárnu U piaristů. 
Piaristické budovy dnes využívají školy: VOŠ a SPŠ elektrotechnická Františka Křížíka, v přízemí jsou luxusní obchody.

## Učitelé
Gymnázium i přidružené školy byly významnými vzdělávacími institucemi, a proto k jejich učitelům i absolventům patřila řada předních českých osobností, například:
- Mikuláš Adaukt Voigt, český historik německého původu, vlastenecký katolický kněz-buditel, osvícenský vědec, lingvista, slavista, literární historik, zakladatel české kritické numismatiky a pedagog
- Jaroslav Schaller, kněz, učitel, historik zabývající se topografií
- František Ignác Kassián Halaška, kněz, astronom, přírodovědec, matematik a fyzik, rektor univerzit v Praze a Vídni, založil zde hvězdářskou observatoř.

## Absolventi
- Josef Václav Radecký z Radče (1766-1858) – český voják, polní maršálek
- Josef Jungmann (1773-1847) – český národní buditel
- Jakub Jan Ryba (1765-1815) – český hudební skladatel
- František Vladislav Hek (1769-1847) – český národní buditel
- Dominik František Kynský (1777-1848) – český vlastenecký pedagog, filosof a překladatel
- Bernard Bolzano (1781-1848) – český matematik, filozof, estetik a kněz italského původu
- Ignác Jajteles (1783-1843) – spistovatel z rodu Jajtelesů
- Karel Hynek Mácha (1810-1836) – český básník a cestovatel
- František Křižík (1847-1941) – český technik a vynálezce, studoval na reálce
- Josef Doubrava (1852–1921) - biskup královéhradecký
- Rainer Maria Rilke (1875-1926) – německý spisovatel, absolvoval nižší ročníky
- Johannes Urzidil (1896-1970) – pražský německý spisovatel
- Franz Schulz (1897–1971) – německo-americký scenárista
- František R. Kraus (1903-1967) – pražský česko-židovský spisovatel a novinář

## Galerie

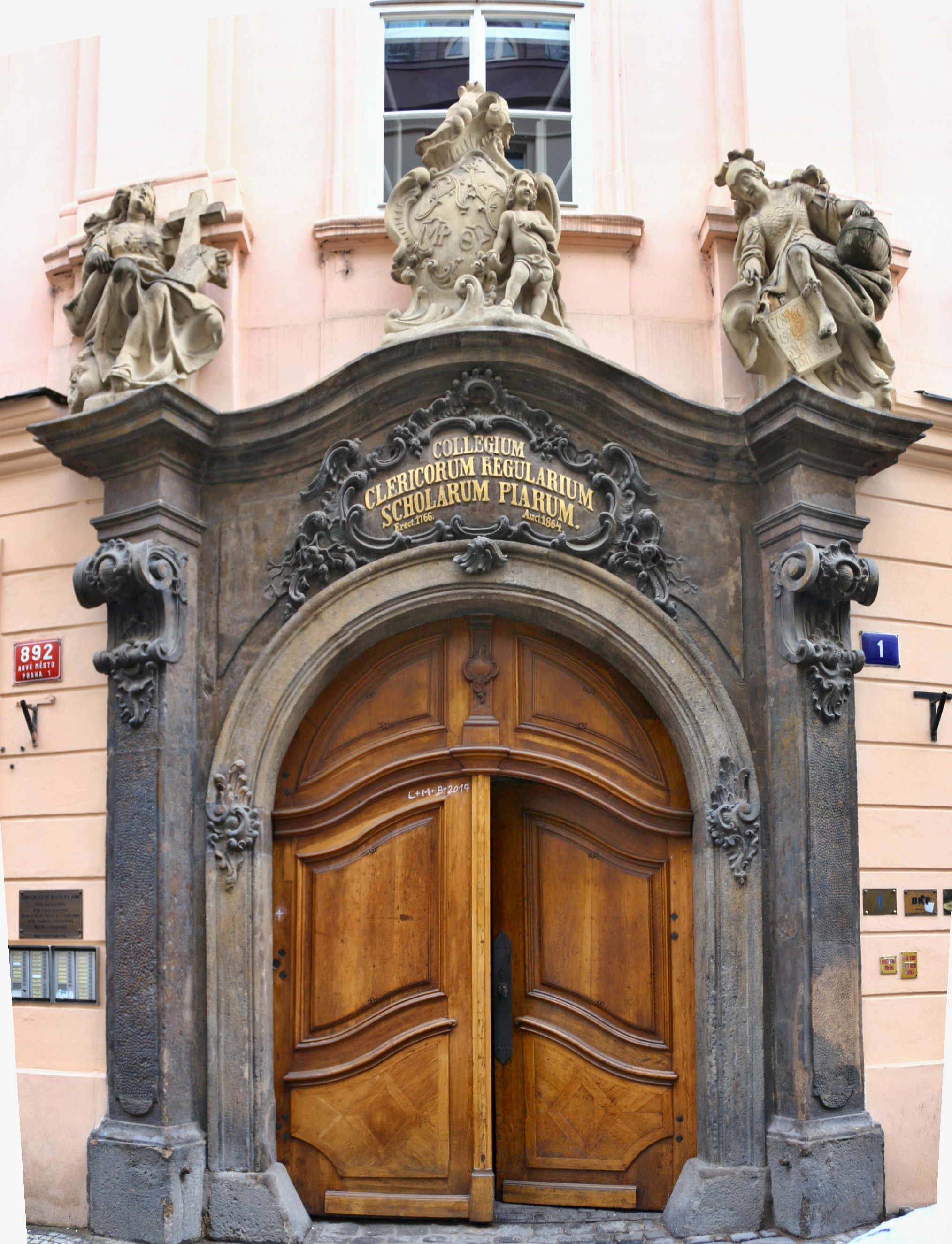
Rokokový vstupní portál piaristické koleje v Panské ulici
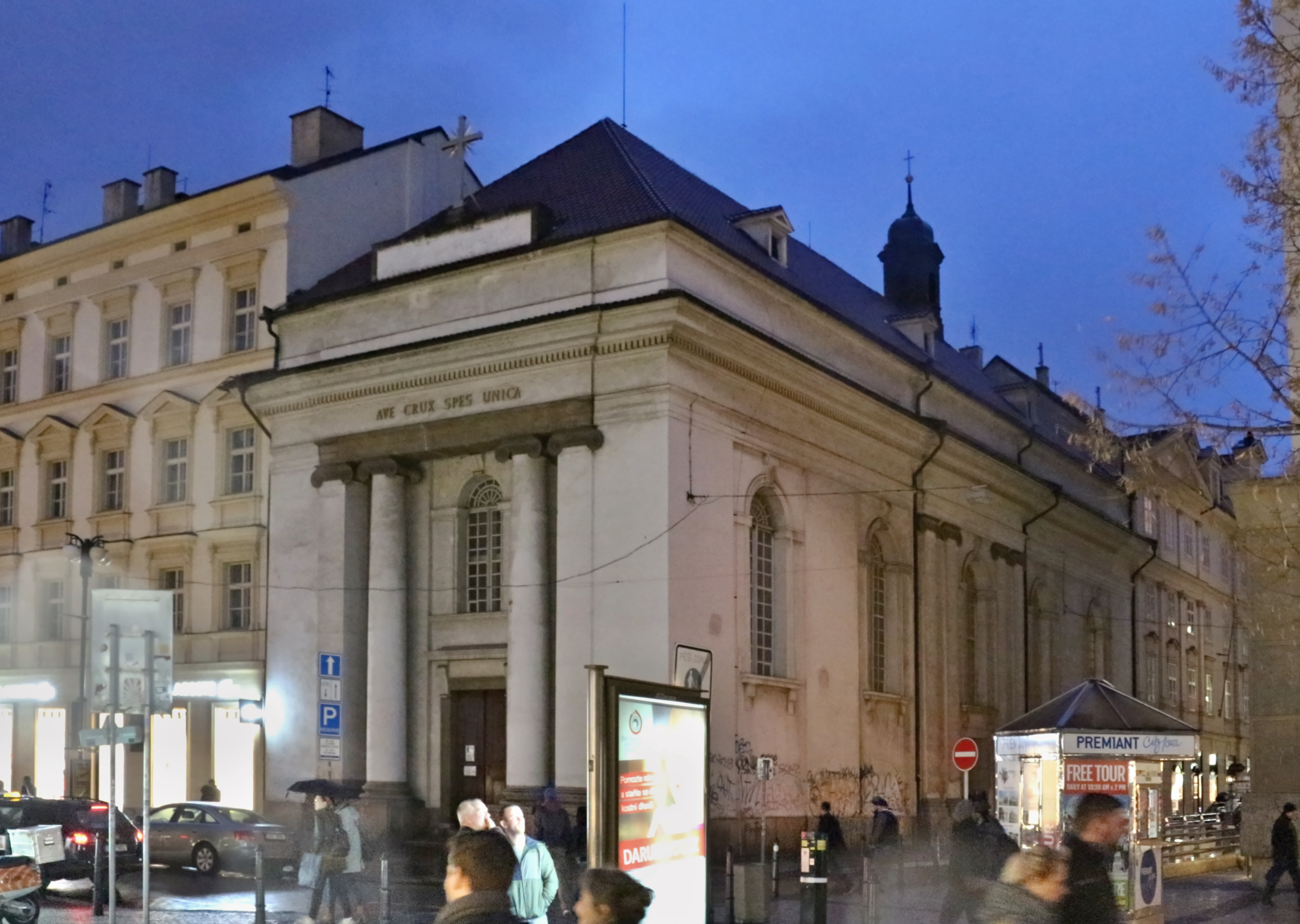
Kostel sv. Kříže, vlevo budova piaristického gymnázia, za kostelem se nachází kolej
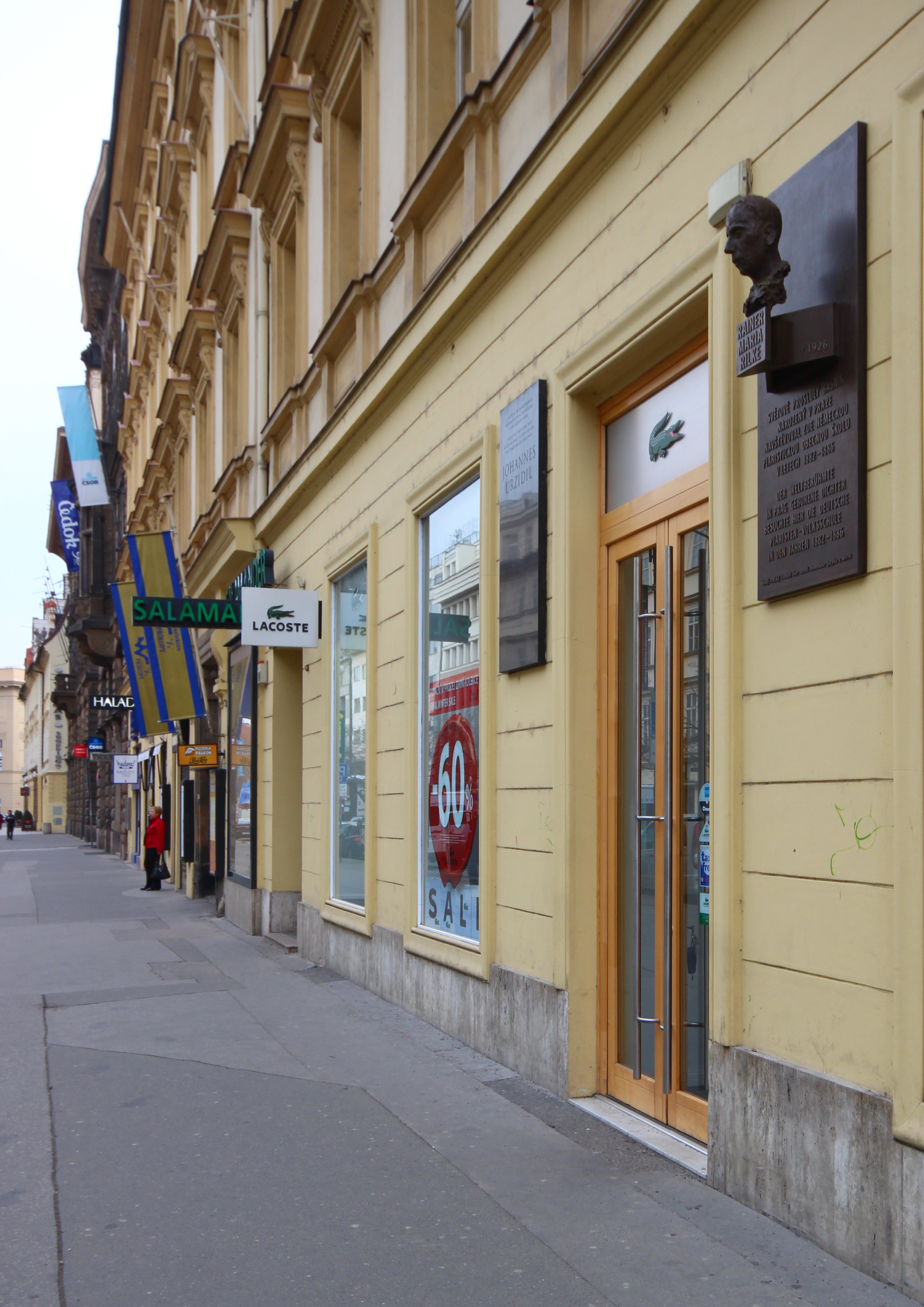
Bývalé gymnázium s pamětními deskami spisovatelů Rilkeho a Urzidila
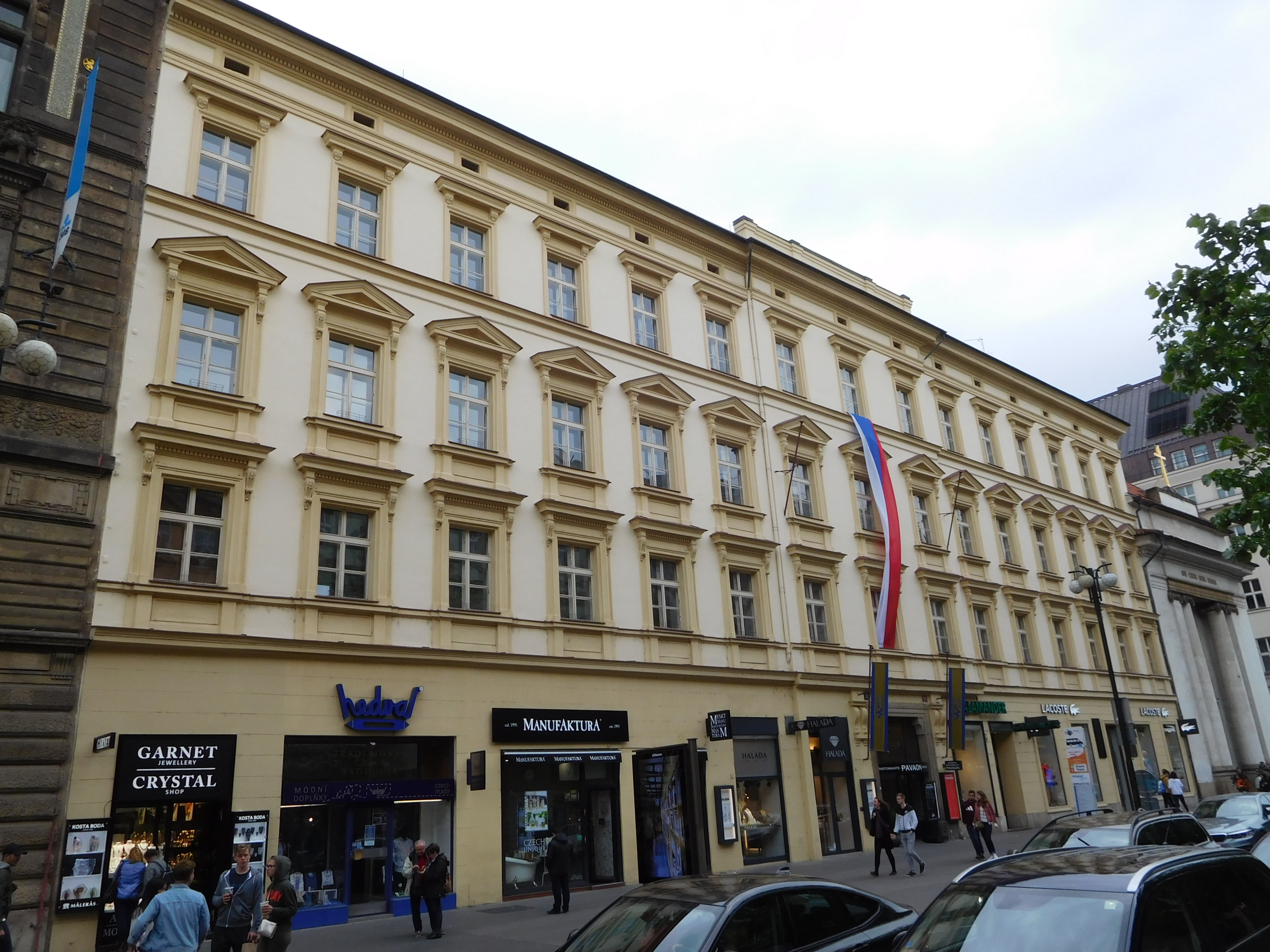
Piaristické gymnázium